# Дементьева, Валерия Алексеевна
Валерия Алексеевна Дементьева (7 июня 1907, Астрахань — 20 октября 1990, Москва) — советская актриса театра и кино, народная артистка РСФСР.

## Биография
Валерия Алексеевна Дементьева родилась 7 июня 1907 года в Астрахани. Училась в ГИТИСе, но не окончив, ушла из него в 1926 году.
В 1923—1933 годах играла в Театре имени МГСПС (с 1929 года — Театр имени МОСПС), в 1933 году перешла в МХАТ 2-й, где успела сыграть главную женскую роль в «Часовщике и курице». После ликвидации МХАТ 2-го с 16 марта 1936 года играла в МХАТе имени Горького. В 1987 году после раздела — актриса МХАТ имени А. П. Чехова.
Работала на радио, участвовала в радиопостановках: «Осенняя скука» Н. А. Некрасова (роль Татьяны, скотницы; запись 1953 г.), «Будка №17» (запись 1961 г.), «Замужняя невеста» А. А. Шаховского, А. С. Грибоедова, Н. И. Хмельницкого (роль Матрены Карповны; запись 1976 года), «Милиционер Иван Лапшин" по мотивам романа Ю. Германа "Один год" (роль Патрикеевны; запись 1979 г.), "Рядом с Байкануром" А.Галиева и Л. Толстого (роль бабы Манефы; запись 1982 г.) и другие. 
Снималась в кино. Наиболее известная её роль — вздорная и крикливая тёща Себейкина в фильме Олега Ефремова и Наума Ардашникова «Старый Новый год» (1980). Эту же роль она играла во МХАТе, в одноимённом спектакле Ефремова.
Умерла 20 октября 1990 года в Москве. Прах захоронен в родственной могиле на Ваганьковском кладбище.

## Награды и премии
- Заслуженная артистка РСФСР (30.01.1963).
- Народная артистка РСФСР (3.10.1979).
- Орден «Знак Почёта» (26.10.1948)[2].

## Работы в театре

### Во МХАТе Втором (1933 — 1936)
- 1934 — «Часовщик и курица» И. А. Кочерги. Постановка И. Н. Берсенева и С. Г. Бирман. — Лида
- 1935 — «Свидание» К. Я. Финна. Постановка А. М. Азарина и А. И. Чебана.— Катя
- 1936 — «Начало жизни» Л. С. Первомайского. Постановка С. Г. Бирман. — Оля, комсомолка

### Во МХАТе СССР им. М. Горького (1936 — 1990)
- «Платон Кречет» А. Е. Корнейчука — Оля, позже — Христина Архиповна
- 1938 — «Дядюшкин сон» по Ф. М. Достоевскому — Екатерина Петровна и Прасковья Ильинична
- 1939 — «На дне» М. Горького  — Настя
- «Мёртвые души» по Н. В. Гоголю  — Мавра
- 1940 — «Трудовой хлеб» А. Н. Островского — Маланья
- 1940 — «Анна Каренина» по роману Л. Н. Толстого — Мария Ефимовна, няня Серёжи
- 1942, 1956, 1973, 1980 — «Кремлёвские куранты» Н. Ф. Погодина — Нищая
- 1942 — «Фронт» А. Е. Корнейчука — Маруся
- 1943, 1974 —  «Последние дни» («Пушкин») М. А. Булгакова — смотрительша
- сезон 1943/1944 — «Воскресение» по роману Л. Н. Толстого — Смотрительша
- «Последняя жертва» А. Н. Островского  — Михеевна
- 1948 — «Хлеб наш насущный» Н. Е. Вирты —
- 1949 — «Поздняя любовь» А. Н. Островского — Шаблова
- 1953 — «Дачники» М. Горького — Женщина с подвязанной щекой
- 1957 — «Дворянское гнездо» по роману И. С. Тургенева — Настасья Карповна
- 1959 — «Битва в пути» по роману Г. Е. Николаевой — Настасья Сугробина
- 1962 — «Дом, где мы родились» П. Когоута — Фанча Колчанова
- «Без вины виноватые» А. Н. Островского — Арина Галчиха
- 1967 — «Будни и праздники» А. А. Галича и И. Грековой — тётя Маша
- 1971 — «Последние» М. Горького — Федосья
- 1973 — «Старый Новый год» М. Рощина — тёща
- 1974 — «Иван и Ваня» Л. Чекалова — Дарья
- 1975 — «Эшелон» М. Рощина — Саввишна
- 1977 — «Последний срок» В. Г. Распутина  — Мирониха
- 1978 — «Живи и помни» по В. Г. Распутину — Семёновна
- 1982 — «Вагончик» Н. Павловой — старуха Грибова
- 1985 — «Дядя Ваня» А. П. Чехова — нянька Марина
- 1986 — «Тамада» А. Галина — Дарья
- 1988 — «Московский хор» Л. Петрушевской — Лида

## Фильмография
1. 1953 — Анна Каренина (телеспектакль) — Мария Ефимовна, няня Сережи
2. 1960 — Мёртвые души — пожилая дама (нет в титрах)
3. 1967 — Кремлёвские куранты — Нищая
4. 1968 — Поэма о топоре (телеспектакль) — мать Степана
5. 1968 — Поздняя любовь (телеспектакль) — Шаблова
6. 1969 — Строгая девушка (телеспектакль) — Прасковья Петровна, бабушка Тони
7. 1978 — Москва. Чистые пруды (телеспектакль) — соседка матери больной девочки Майи
8. 1979 — Этот фантастический мир (Выпуск 2. «Янки при дворе короля Артура») — монахиня
9. 1979 — Мёртвые души (телеспектакль) — Мавра, прислуга Плюшкина
10. 1980 — Старый Новый год — Марья Ивановна, тёща Себейкина